# Lumi i Kardhiqit
Lumi i Kardhiqit är ett vattendrag i Albanien.   Det ligger i prefekturen Qarku i Gjirokastrës, i den södra delen av landet, 130 km söder om huvudstaden Tirana.
Trakten runt Lumi i Kardhiqit består till största delen av jordbruksmark.  Runt Lumi i Kardhiqit är det ganska glesbefolkat, med 47 invånare per kvadratkilometer.